# Aventura
Aventura ist eine Stadt im Miami-Dade County im US-Bundesstaat Florida mit 40.242 Einwohnern (Stand: 2020). In Aventura befindet sich das größte Einkaufszentrum von Florida (Aventura Mall).

## Geographie
Aventura liegt am Atlantic Intracoastal Waterway, etwa 15 km nördlich von Miami. Angrenzende Kommunen sind Golden Beach, Sunny Isles Beach und North Miami Beach (Miami-Dade) sowie Hallandale Beach (Broward).

### Klima
Das Klima ist mild und warm, mit einem leichten stetigen Wind von See. Statistisch regnet es in den Sommermonaten an durchschnittlich 30 % der Tage, wenn auch nur kurzfristig. Die höchsten Temperaturen sind im Mai bis Oktober, mit bis zu 33 °C. Die kältesten Monate von Dezember bis Februar mit durchschnittlich 20 °C. Schneefall ist in der Region nahezu unbekannt. 2005 wurde Aventura vom Hurrikan Katrina heimgesucht.

## Demographische Daten
Laut der Volkszählung 2010 verteilten sich die damaligen 35.762 Einwohner auf 26.120 Haushalte. Die Bevölkerungsdichte lag bei 5108,9 Einw./km². 90,4 % der Bevölkerung bezeichneten sich als Weiße, 3,9 % als Afroamerikaner, 0,1 % als Indianer und 1,8 % als Asian Americans. 2,0 % gaben die Angehörigkeit zu einer anderen Ethnie und 1,7 % zu mehreren Ethnien an. 35,8 % der Bevölkerung bestand aus Hispanics oder Latinos.
Im Jahr 2010 lebten in 19,2 % aller Haushalte Kinder unter 18 Jahren sowie 39,4 % aller Haushalte Personen mit mindestens 65 Jahren. 53,8 % der Haushalte waren Familienhaushalte (bestehend aus verheirateten Paaren mit oder ohne Nachkommen bzw. einem Elternteil mit Nachkomme). Die durchschnittliche Größe eines Haushalts lag bei 1,99 Personen und die durchschnittliche Familiengröße bei 2,66 Personen.
16,7 % der Bevölkerung waren jünger als 20 Jahre, 28,1 % waren 20 bis 39 Jahre alt, 24,8 % waren 40 bis 59 Jahre alt und 33,5 % waren mindestens 60 Jahre alt. Das mittlere Alter betrug 46 Jahre. 45,8 % der Bevölkerung waren männlich und 54,2 % weiblich.
Das durchschnittliche Jahreseinkommen lag bei 62.579 $, dabei lebten 9,9 % der Bevölkerung unter der Armutsgrenze.
Im Jahr 2000 war Englisch die Muttersprache von 59,92 % der Bevölkerung, spanisch sprachen 22,63 % und 17,45 % hatten eine andere Muttersprache.

## Verkehr
Durch Aventura führt der U.S. Highway 1 (SR 5). Der nächste Flughafen ist der Fort Lauderdale-Hollywood International Airport, etwa 12 km nördlich der Stadt.

## Wirtschaft
Die hauptsächlichen Beschäftigungszweige sind: Ausbildung, Gesundheit und Soziales: (16,7 %), Handel / Einzelhandel: (14,7 %), Finanzen, Versicherungen und Immobilien: (15,3 %), Zukunftstechnologien, Management, Verwaltung: (14,3 %).

## Weiterführende Bildungseinrichtungen
- Barry University in Miami, ungefähr 20 km entfernt, rund 5.750 Studenten
- Miami-Dade Community College in Miami, rund 24 km entfernt, etwa 25.300 Studenten
- Nova Southeastern University in Fort Lauderdale, etwa 20 km entfernt, rund 2.500 Studenten
- Art Institute of Fort Lauderdale in Fort Lauderdale, rund 22 km entfernt, etwa 2.500 Studenten
- Broward Community College in Fort Lauderdale, ungefähr 25 km entfernt, etwa 12.700 Studenten
- Keiser College in Fort Lauderdale, etwa 25 km entfernt, rund 2.800 Studenten
- University of Miami in Coral Gables, rund 50 km entfernt, ungefähr 13.000 Studenten

## Parks und Sportmöglichkeiten
Es gibt ein kleines Angebot von verschiedenen Stadtparks sowie mehrere sportliche Einrichtungen sowie Spielwiesen und Möglichkeiten zum Camping und Grillen.

## Kriminalität
Die Kriminalitätsrate lag im Jahr 2010 mit 356 Punkten (US-Durchschnitt: 266 Punkte) im durchschnittlichen Bereich. Es gab einen Mord, 22 Raubüberfälle, 32 Körperverletzungen, 117 Einbrüche, 2.054 Diebstähle und 45 Autodiebstähle.